# David Fall (Fußballspieler)
David Fall (* 27. Februar 1978 in Paris) ist ein ehemaliger deutscher Fußballspieler.

## Karriere
Geboren in Paris, kam David Fall mit vier Jahren mit seinen Eltern – Vater Senegalese, Mutter Deutsche – nach Konstanz. Er spielte in seiner Jugendzeit beim SV Litzelstetten, FC Wollmatingen und FC St. Gallen. Im Männerbereich spielte er bis 1999 beim FV Donaueschingen, bevor er zum Regionalligisten SC Pfullendorf wechselte. 2001 schloss er sich dem Ligakonkurrenten VfR Mannheim an und wechselte ein Jahr später zum Lokalrivalen SV Waldhof Mannheim in die 2. Bundesliga. Dort kam er in seiner ersten Profisaison auf zehn Einsätze. Ein Jahr später wechselte er zurück in die Regionalliga zum FC Rot-Weiß Erfurt. Für die Thüringer bestritt er in der folgenden Saison 25 Spiele und schaffte mit dem Verein den Aufstieg in die 2. Bundesliga. In der folgenden Spielzeit war Fall weiterhin Stammspieler bei Rot-Weiß und bestritt 29 Spiele. Nach dem Abstieg der Erfurter 2005 wechselte Fall zum Zweitligaaufsteiger SC Paderborn 07, wo er ebenfalls sofort zum Stammspieler wurde. Nachdem 2008 auch der SCP absteigen musste, wechselte Fall in die Schweiz zum FC Schaffhausen in die Challenge League (2. Liga). Für die Saison 2009/2010 unterschrieb er einen Vertrag beim West-Regionalligisten Preußen Münster. Am 6. April 2010 zog sich David Fall im Heimspiel gegen die Zweitvertretung von Fortuna Düsseldorf einen Kreuzbandriss zu. Zur Winterpause 2011 kehrte er in den Kader der Preußen zurück. Der im Sommer 2011 auslaufende Vertrag wurde nicht verlängert.
Der 1,78 m große Fall spielte auf der rechten offensiven Verteidigerposition und fiel besonders durch seine schnellen Flügelsprints auf.
David Fall ist verheiratet und hat eine Tochter.